# Barzūl
Barzūl (persiska: بَرزول, بَنزول, برزول) är en ort i Iran.   Den ligger i provinsen Hamadan, i den nordvästra delen av landet, 300 km sydväst om huvudstaden Teheran. Barzūl ligger 1 544 meter över havet och antalet invånare är 2 729.
Terrängen runt Barzūl är kuperad söderut, men norrut är den platt.Runt Barzūl är det ganska tätbefolkat, med 124 invånare per kvadratkilometer. Närmaste större samhälle är Nahāvand, 10,9 km öster om Barzūl. Trakten runt Barzūl består till största delen av jordbruksmark.